# خدمات هواوي للهاتف
خدمات هواوي للهاتف (بالإنجليزية: Huawei Mobile Services
)‏ أو اختصاراً HMS هي مجموعة من الخدمات على شكل تطبيقات مثبتة مسبقا على هواتف هواوي المحمولة بنظام التشغيل هارموني أو إس وأندرويد، تقدمها شركة هواوي.
تتضمن خدمات هواوي للهاتف تطبيقات مثل آب جالري و Huawei Video و Huawei Music وبحث بيتال وخرائط بيتال وبريد بيتال وHuawei Wallet وغيرها.
في مارس 2020، تم استخدام خدمات هواوي للهاتف من قبل 650 مليون مستخدم نشط شهرياً في 170 دولة.